# Terapia (rumuński serial telewizyjny)
Terapia (rum. În derivă) – rumuński telewizyjny serial psychologiczny, emitowany premierowo w latach 2010-2012 na rumuńskim kanale telewizji HBO. Był chronologicznie pierwszą z wyprodukowanych na zlecenie HBO środkowoeuropejskich adaptacji izraelskiego serialu BeTipul, rok później ten sam nadawca zrealizował bliźniacze seriale w Polsce (Bez tajemnic) i w Czechach (Terapie). Zrealizowano 80 odcinków, podzielonych na dwa sezony. W głównej roli psychoterapeuty wystąpił Marcel Iureș.

## Obsada
- Marcel Iureș jako Andrei
- Andreea Bibiri jako Ruxandra
- Gabriela Butuc jako Laura
- Tamara Crețulescu jako Maria
- Maria Dinulescu jako Nora
- Bogdan Dumitrache jako Tudor
- Laura Ilie jako Alexandra
- Maria Mitu jako Diana
- Vlad Zamfirescu jako Victor

źródło: